# Ercolano Ercolani
Ercolano Ercolani (Livorno, 27 gennaio 1908 – Roma, 4 luglio 1970) è stato un aviatore e militare italiano.
Prese parte, nella specialità Volo Acrobatico, ai giochi della XI Olimpiade di Berlino nel 1936.  Durante la seconda guerra mondiale comandò il 96º Gruppo di bombardamento a Tuffo.

## Biografia
Diplomatosi all'Istituto Tecnico Industriale, il 15 ottobre 1928 si arruolò nella Regia Aeronautica e fu ammesso al primo corso “Falco” dell’Regia Accademia Aeronautica di Caserta, uscendone con il grado di sottotenente in servizio permanente effettivo il 24 luglio 1931. Trasferito al 4º Stormo Caccia Terrestre, dimostrò attitudine al volo acrobatico.

### La XI Olimpiade di Berlino
Promosso al grado di capitano il 4 giugno 1936 fu incluso in un ristretto gruppo di piloti da inviarsi alle gare della XI Olimpiade che si sarebbero svolte a Berlin Rangsdorf. Con lui partirono il Cap. Mario Viola ed il sergente maggiore Guido Carestiato. Come riserve figuravano il sergente Giovanni Cappelli ed il sergente Ugo Corsi. Le gare iniziarono il 29 luglio e durarono tre giorni.
Egli eseguì un looping rovescio ad una quota così bassa che il suo timone di coda tracciò un solco di una decina di metri sul prato del campo.
Vinse le gare il pilota Otto von Hagenburg, Germania, con punti 658,83, mentre Ercolani si classificò, primo fra gli italiani, al 9º posto con punti 544,50. A ruota dopo di lui Guido Carestiato che si classificò 10º e Mario Viola 11º.
Qualche giorno dopo il suo rientro in Italia fu trasferito alla 58ª Squadriglia, 7º Gruppo, del 5º Stormo. Il 1º febbraio 1938, durante un volo di addestramento in pattuglia di IMAM Ro.41 Maggiolino, il suo biplano ebbe un incidente con quello di un gregario e dovette lanciarsi col paracadute.

### I Picchiatelli
Il 20 luglio 1938 gli fu affidato il comando del Reparto Sperimentale di Volo a Tuffo con il compito di mettere a punto il bimotore Savoia-Marchetti S.M.85 appositamente costruito dalla omonima Casa di Sesto Calende. Nel 1939, dal 12 agosto al 6 settembre, insieme a due suoi piloti effettuarono sull'Aeroporto di Guidonia e sul poligono di tiro di Furbara, voli e lanci di prova con altrettanti Junkers Ju 87B-1 Stuka giunti dalla Germania nel quadro di una missione militare guidata dal generale Erhard Milch. Frattanto, a seguito delle sue critiche e dei suoi suggerimenti, la Casa di Sesto Calende aveva risposto costruendo, sia un modello “B” che un modello “C”, oltre che una nuova una variante, designata S.M.86. Ma egli continuava ad essere insoddisfatto dello S.M.85. Il 29 ottobre 1939 uno dei suoi uomini, il sergente maggiore Andreotti, pilotando un modello “C”, era precipitato per "mancato richiamo" al termine di una picchiata. Lo Stato maggiore della Regia Aeronautica aveva indetto anche un bando di gara per la realizzazione di due tipi di aereo, uno monomotore e uno bimotore. ed a esso avevano risposto tre ditte: la Breda con il monomotore Breda Ba.201, la Caproni con il monomotore Caproni Ca.355 “Tuffo” e la Piaggio con un bimotore. Nessuna decisione venne però presa. Poco prima del conflitto gli uomini di questo reparto furono chiamati "Picchiatelli" in riferimento alle difficoltà ed al tipo di volo.

### La seconda guerra mondiale
Il 20 maggio 1940 lo Stato Maggiore decise di integrare il "Reparto Sperimentale di Volo a Tuffo" agli organici operativi dandogli la definitiva denominazione di 96º Gruppo di Bombardamento a Tuffo, mentre il personale fu organizzato su due Squadriglie, la 236ª e la 237ª, dotate ciascuna di nove S.M.85 oltre a quello del Comandante. 
Ai primi di giugno il 96º Gruppo veniva dislocato sull'aeroporto di Pantelleria in quanto lo Stato Maggiore si aspettava un attacco contro l'isola di Malta che non avvenne mai. La salsedine e l'umidità del ricovero notturno nell'hangar scavato nella roccia avevano deformato le strutture alari in legno dello S.M.85. Una telefonata del Capo di Stato Maggiore dell'Aeronautica al Cap. Ercolani fece chiarezza. Il 5 luglio una ventina di piloti ed altrettanti tecnici partivano diretti all'aeroporto di Graz-Thalerhof (Austria) per un corso di istruzione al volo sul cacciabombardiere Junkers Ju 87. Un mese dopo i piloti, a bordo di altrettanti Ju-87, ritornarono in Italia prendendo servizio sull'aeroporto di Comiso.

### La battaglia del Mediterraneo
Il 2 settembre gli Ju-87 del 96º Gruppo fecero la prima uscita con missioni dirette a contrastare il passaggio di un convoglio navale britannico segnalato nel Mediterraneo centrale. Il Bollettino di guerra n. 88 del 3 settembre ne diede notizia utilizzando e ufficializzando l'appellativo di "Picchiatelli". Nei giorni seguenti, assieme ad altre formazioni aeree italiane, gli Ju-87 presero parte a quello che fu detto l'assedio di Malta, con attacchi alle postazioni militari di Micabba, Ħal Far e Marsa Scirocco.
Il 17 settembre, nel corso di un'azione, circondato da caccia Gloster Gladiator e Hurricane, lo Ju-87 del sergente maggiore Luigi Catani precipitò in mare; con lui scomparve anche l'armiere Francesco De Giorgi. Nello stesso mattino, durante un duello con due Hurricane fu ucciso l'armiere Giampiero Vio, mitragliere del tenente Andrea Brezzi che però riuscì a sganciarsi volando a pelo d'acqua e tornò alla base. Le operazioni sul Mediterraneo durarono fino a quasi tutto ottobre quando ormai stava per iniziare la campagna italiana di Grecia, e il 27 ottobre il 96º Gruppo fu trasferito sull'aeroporto di Lecce-Galatina.

### La campagna italiana di Grecia
Questo fronte, sin dall'inizio delle loro operazioni, il 2 novembre che si protrassero anche per tutto il mese di dicembre, si rivelò impegnativo, con missioni anche due volte al giorno quando la visibilità lo consentiva. È da ricordare la vicenda del pilota sergente maggiore Elio Scarpini, disperso durante una missione la mattina del 17 novembre, la cui sorte è legata a quella del suo comandante di squadriglia tenente Andrea Brezzi che, nel tentativo ricercare l'aereo del suo gregario, tornava quel pomeriggio nei luoghi del mattino, la valle della Vojussa, venendo abbattuto.
L'8 gennaio 1941 fu dato al 96º Gruppo l'ordine di trasferimento all'aeroporto di Comiso per cooperare alla interdizione di un vasto convoglio nel Mar Mediterraneo appartenente all'operazione "Excess" dell'Ammiragliato britannico.
La mattina del 10 gennaio, tre Ju-87 della 236ª Squadriglia colpirono l'incrociatore leggero Southampton che riportò gravissime conseguenze. Poche ore dopo altri Ju-87 del 96º Gruppo centrarono in pieno la portaerei inglese HMS "Illustrious" arrecando danni seri anche a questa.
Il 12 gennaio il 96º Gruppo ricevette l'ordine trasferirsi in Libia.

### La campagna del Nordafrica
Il 2 febbraio 1941 gli aerei atterrarono a Misurata, dove mancava il carburante, non c’erano munizioni né meccanismi di aggancio che permettessero l’uso di bombe italiane. Solo dal 5 marzo piloti fecero qualche esercitazione di lancio nel deserto. Trasferiti all'Aeroporto di Martuba vicino a Derna il 9 aprile come base di avvicinamento a Tobruch vi subirono l’incursione di una pattuglia di caccia Hurricane che mitragliò a bassa quota gli aerei del 96º Gruppo. Il maresciallo Mazzei rimase ferito e fu trasportato all'ospedale di Bengasi dove morì. 
Nella mattinata dell'11 aprile si svolse un attacco contro il porto di Tobruch condotto da una formazione italo-tedesca. Vi presero parte cinque Ju-87 del 96º Gruppo  Nel pomeriggio dello stesso giorno, durante un'operazione analoga, alcuni caccia inglesi abbatterono un aereo della 237ª squadriglia pilotato dal maresciallo Enrico Bassi che si gettò col paracadute. ma la quota era insufficiente e l'urto al suolo gli spezzò le gambe. Raccolto da una ronda inglese fu curato e avviato alla prigionia dove rimase sino alla fine della guerra. A metà aprile il Comandante Ercolani ed il tenente Fernando Malvezzi, entrambi ammalatisi, rientrarono in Patria, e il comando del 96º Gruppo fu affidato al capitano Giovanni Santinoni.
Il 18 marzo 1943 ricevette la promozione al grado di tenente colonnello e dal 12 settembre 1944 svolse le funzioni di Capo del 1º Reparto del Comando dell'Unità Aerea appartenente alla Aeronautica Cobelligerante Italiana e contemporaneamente quelle di Sottocapo di Stato Maggiore.

### Il dopoguerra
Il 31 maggio 1946 il Comando dell'Unità Aerea gli rilasciò un Diploma d’Onore in riconoscimento della sua appartenenza al Comando della stessa durante la Guerra di Liberazione. Il 22 febbraio 1951 venne promosso al grado di colonnello a scelta assoluta. Il 2 luglio 1952 fu collocato in aspettativa per infermità temporanea, aggravata per cause di guerra. Morì a Roma il 4 luglio 1970.

## Onorificenze
Ercolani ha ottenuto le seguenti onorificenze:

### Annotazioni
1. ↑  Il gregario era il sergente maggiore Pietro Mazzei che riuscì ad atterrare nonostante i danni all'ala superiore destra del suo aereo.
2. ↑  Relazione di incidente aereo firmata dal Comandante lo Stormo colonnello Giuliano Cassiani Ingoni.
3. ↑  Essi erano il sergente maggiore Pietro Mazzei e il sottotenente Franco Benato.
4. ↑  Sulla vicenda del Picchiatello Pricolo nel suo libro aggiunge: ...ma anche a un film allora proiettato nel quale si vedevano due zitelle che davano del picchiatello a chiunque dimostrasse di non avere la testa a posto...". Il film era Mr. Deeds goes to town (È arrivata la felicità) di Frank Capra; il termine originale era "pixelated".
5. ↑  Erano pilotati dal tenente Fernando Malvezzi, dal sergente maggiore Pietro Mazzei, e dal sergente Giampiero Crespi.
6. ↑  Firmato dal generale di brigata aerea Giuseppe Gaeta, Capo di Stato Maggiore pro tempore.

### Fonti
1. 1 2  Rocchi 1991, p. 191.
2. 1 2  Pricolo 1971, p. 132.
3. ↑  Evangelisti 2012, p. 56.
4. 1 2 3  Evangelisti 2012, p. 58.
5. ↑  Rocchi 1991, p. 192.
6. ↑  Rocchi 1991, p. 193.
7. 1 2  Borgiotti, Gori 1976, p. 5.
8. 1 2 3  Borgiotti, Gori 1976, p. 6.
9. ↑  Borgiotti, Gori 1976, pp. 10-12.
10. ↑  Borgiotti, Gori 1976, p. 10.
11. 1 2  Pricolo 1971,  p. 133.
12. ↑  Borgiotti, Gori 1978, pp. 6-7.
13. ↑  Weal 1998, p. 15.
14. ↑  Borgiotti, Gori 1976, p. 12.
15. ↑  Arena 1981, p. 641.
16. ↑  Borgiotti, Gori 1976, p. 15.
17. 1 2  Arena 1981,  p. 642.
18. ↑  Borgiotti, Gori 1978, p. 13.
19. ↑  Borgiotti, Gori 1976, p. 23.
20. ↑  Petacco 1989, p. 105.
21. ↑  Borgiotti, Gori 1976, pp. 20-21.
22. ↑  Borgiotti, Gori 1978, p. 21.
23. ↑  Borgiotti, Gori 1978, p. 22.
24. ↑  Borgiotti, Gori 1978, p. 32.
25. 1 2  Mattesini 1995, p. 43.
26. ↑  Borgiotti, Gori 1976, p. 38.
27. ↑  Borgiotti, Gori 1978, p. 39.
28. ↑  Mattesini 1995, p. 161.
29. ↑  Borgiotti, Gori 1978, p. 40.
30. ↑  Borgiotti, Gori, 1978, p. 45.
31. ↑  Borgiotti, Gori 1978, p. 48.
32. 1 2 3  Evangelisti 2012, p. 64.
33. 1 2  Evangelisti 2012, p. 69.